# Córdoba (Nariño)
Córdoba é um município da Colômbia, localizado no departamento de Nariño.